# Михайлов, Лев Фёдорович (солдат)
Лев Фёдорович Михайлов (8 [20] февраля 1882 — 30 октября 1917) — военнослужащий 56-го пехотного запасного полка.

## Биография
Родился 8 [20] февраля 1882 года в деревне Першутино Селинской волости Клинского уезда в семье крестьян Фёдора Алексеева и Татьяны Гавриловой, крещён на следующий день. 
Подростком ушёл на заработки в Москву. Работал коногоном на конке. В 1903 году стал работать в первом трамвайном парке — Миусском — кондуктором.
Участвовал вместе с рабочими депо в политической стачке в январе 1905 года.
В начале 1917 года призвали в царскую армию, хотя ранее он был освобождён от службы.
Солдаты 56-го пехотного полка, где служил Михайлов Л. Ф., 25 сентября 1917 года по приказу Боевого партийного центра заняли почтамт и телеграф, тем самым начав восстание в Москве.
Михайлов Л. Ф. участвовал также в захвате телефонной станции в Милютинском переулке.
30 октября, во время перемирия, между отрядом Михайлова Л. Ф. и юнкерами завязался бой. И при взятии костёла — бывший католический храм св. апостолов Петра и Павла (Милютинский переулок, 18) Михайлов Л. Ф. был убит.
Похоронен у Кремлёвской стены.